# Gagarinite-(Ce)
La gagarinite-(Ce) è un minerale fino al 2010 conosciuto come zajacite-(Ce).